# Misskey
Misskey는 오픈소스 소셜 네트워크 서비스 프로젝트이다. ActivityPub를 이용하는 다른 Misskey 인스턴스를 포함하여 마스토돈과도 교류할 수 있다.